# Zicavo
Zicavo é uma comuna francesa na região administrativa de Córsega, no departamento de Córsega do Sul. Estende-se por uma área de 93,02 km². 